# EyeOS
eyeOSは、クラウドコンピューティングのコンセプトに従ったウェブデスクトップであり、主にPHP、XML、JavaScriptで開発されている。元々はオープンソースによる開発からスタートしたが、後にクローズド開発に転じた。

## 歴史
2005年8月1日、eyeOS 0.6.0が最初に公開された。当時、Web Operating Systemの定義を生むことに重大な影響を与えた。間もなく世界中の開発者のコミュニティがプロジェクトに参加し、翻訳・評価・開発によって改良を支援するようになった。
2年後の2007年6月4日、eyeOSチームは eyeOS 1.0 を公開した。以前のバージョンに比べると、コードは完全に再構成され、Portageベースのウェブソフトウェア・インストールシステム eyeSoft など、新たなウェブ技術が導入されている。さらに eyeOS Toolkit を使って新たなウェブアプリケーションを簡単に素早く開発できる。
2007年7月2日にリリースされたeyeOS 1.1では、ライセンスをGPL Version 2からVersion 3に変更した。
その数ヵ月後にリリースされた1.2では、Microsoft Wordのファイルを完全に扱えるようになった。
eyeOS 1.5 Galaは2008年1月15日にリリースされた。Microsoft OfficeとOpenOffice.orgの各種フォーマット（文書、プレゼンテーション、スプレッドシート）を全てサポートした。また、サーバサイドスクリプティングにより、それらフォーマットの文書をインポート・エクスポートできるようになった。
2008年4月25日にリリースされたeyeOS 1.6では、ローカルなコンピュータとの同期、ドラッグ・アンド・ドロップ、モバイル版など様々な改良・拡張が施された。
2009年1月7日にリリースされたeyeOS 1.8 Larsでは、ファイルマネージャを完全に書き換え、新たなサウンドAPIが追加された。同年4月1日にリリースされた 1.8.5 ではデフォルトのテーマが更新され、ワープロやアドレスブックなどのアプリケーションが書き換えられた。
2011年5月にeyeOS 2.5をリリースし、9月には有料のProfessional Editionをリリースした。。その際、オープンソース版のリリースをブログで予告したが、その後オープンソース版はリリースされていない。一方で、
バージョン1系列から派生したOneCloudや、バージョン2系列から派生したeyeLeft Projectが、それぞれGNU Affero General Public Licenseで公開されている。

## 構造とAPI
開発者向けのeyeOS Toolkitはライブラリの集まりであり、eyeOS向けのアプリケーション開発のための機能を提供する。組み込みのPortageベースのeyeSoftを使うと、eyeOS用の自前のリポジトリを作成でき、それを通してアプリケーションを配布できる。
デスクトップの中核部分もそれ自体がアプリケーションであり、ユーザーとやり取りする際にJavaScriptを使ってサーバコマンドを送る。Ajaxをつかってアクション（アプリケーション起動など）を実行するので、イベント情報をサーバに送信する。するとサーバはウィジェット描画などのタスクをXMLフォーマットで送り返す 。
サーバ上では、eyeOSはXMLファイルに情報を格納する。このためサーバの構築は簡単で、最初のユーザーのアカウント情報以外に設定する必要がなく、配備が簡単になっている。フラットファイルにあらゆる情報を格納すると、それがボトルネックとなってリソーススタベーションが起きる危険性があるが、eyeOSでは各ユーザーの情報をそれぞれ別のファイルに格納することでそれを防いでいる。

## 受賞歴
- 2007年 - Softpediaの Pick Award を受賞[9]
- 2007年 - SourceForge.netの Community Choice Awards '07 の "Best Project" 部門の最終選考まで残った。受賞は7-Zip[10]
- 2007年 - Yahoo! Spain Web Revelation Award のテクノロジー部門を受賞[11][12]
- 2008年 - CNETの Webware 100 Awards の "Browsing" 部門の最終選考まで残った[13]
- 2008年 - SourceForgeの Community Choice Awards '08 で "Most Likely to Change the World" 部門の最終選考まで残った。受賞したのは Linux[14]

## コミュニティ
eyeOSコミュニティは eyeOS Forums と eyeOS Wikiを中心に形成されており、前者は2008年4月4日には登録者が1万人に到達した。また、eyeOS用アプリケーションのコミュニティとしてopenDesktop.orgがホスティングする eyeOS-Apps サイトと Softpedia がある。